# Ben Ingwersen
Johannes Bernardus (Ben) Ingwersen, beter bekend als J.B. Ingwersen (Amsterdam, 12 april 1921 - 12 augustus 1996) was een Nederlands architect. Hij is vooral bekend geworden door het ontwerp van een groot aantal naoorlogse scholen, meer dan 45 waarvan de meeste in Amsterdam maar ook bijvoorbeeld in Terneuzen en Amersfoort. Ook ontwierp hij woonhuizen en bedrijfspanden. 

## Leven en werk
Hij was zoon van de handelaar in effecten Cornelis Coenraad Pieter Ingwersen en Rebekka Blankenberg. Ingwersen is geboren in Amsterdam waar hij zijn gehele leven bleef wonen en werken. Na de MTS volgde hij de opleiding tot architect aan de Academie van Bouwkunst te Amsterdam en was werkzaam bij een architectenbureau. Hij studeerde in 1951 af en zijn afstudeerwerk behelsde het ontwerp van een wooncentrum met voorzieningen aan de rand van de historische kern van de Amsterdamse binnenstad langs de Amstel.
Vanaf 1951 werkte hij samen met architect Commer de Geus. Na zijn overlijden ging hij zelfstandig verder onder de naam  architectenbureau J.B. Ingwersen en bleef dit doen tot 1990. Daarna vestigde zich het architectenbureau Giljam & Sillem in het zelfde pand aan de Willemsparkweg. 
Aan de ontwerpen van Ingwersen werd destijds aandacht besteed in vaktijdschriften en landelijke dagbladen. Zelf schreef hij weinig behalve in 1965 toen hij een artikel in het vakblad "Cement" schreef over Le Corbusier. Naast architect had hij ook nevenactiviteiten zoals lid van het college van toezicht bij de Stichting Bouwgarantie Utiliteitsbouw. Ingwersen overleed in 1996.
Zijn neef Wouter Ingwersen werd eveneens architect.

## Enkele bekende ontwerpen
| Bouw       | Naam                                   | Plaats                                          | Bijzonderheden | Afbeelding |
| ---------- | -------------------------------------- | ----------------------------------------------- | --- | ---------- |
| 1952-1956  | Eerste Christelijke LTS Patrimonium    | Amsterdam, Vrolikstraat                         | Sinds 2013 in gebruik door Cygnus Gymnasium                                                                          |            |
| 1955       | Villa Ponsen                           | Amsterdam, Rivierenstraat                       | Gesloopt |            |
| 1955-1961  | Autopon                                | Amsterdam, Overtoom                             | |            |
| 1957-1958  | Gebouw Wella                           | Amsterdam, Keizersgracht 298-300                | |            |
| 1958       | Woonhuis van Ginneken                  | Amsterdam, Prinses Marijkestraat 5              | |            |
| 1959-1974  | Christelijke scholengemeenschap Pascal | Amsterdam, Cornelis Lelylaan en Schipluidenlaan | Complex van meerdere scholen (o.a. Christelijk Lyceum West, LEAO Calvijn, VBO/VSO School De Poort), gebouwd in fasen |            |
| 1965       | Christelijke ULO                       | Amsterdam, Herman Poortstraat                   | Later Mundus college, gemeentelijk monument                                                                          |            |
| 1967       | 2e Christelijke LTS Patrimonium        | Amsterdam, Dr. Jan van Breemenstraat 1-3        | Later Iederlandscollege (tot 2015), daarna club, concertzaal, restaurant en café De School                           |            |
| 1970-1972  | Gebouw De Utrecht                      | Amsterdam, Amstel 344                           | Sinds 1971 in gebruik door McKinsey                                                                                  |            |
| 1973       | Christelijke MTS/UTS Patrimonium       | Amsterdam, Vlaardingenlaan 30                   | Later in gebruik als Europa College, Technisch College Amsterdam (TEC), sinds 2017 Lumion                            |            |
| 1974-1978  | Zeldenrustcollege                      | Terneuzen                                       | Na fusies onderdeel van het Lodewijk College                                                                         |            |
| 1976       | Osdorper Schoolgemeenschap             | Amsterdam, Pieter Calandlaan                    | Gesloopt in 2003 |            |
| jaren 1980 | Zielhorstcollege                       | Amersfoort                                      | |            |